# Podarg de Palawan
El podarg de Palawan (Batrachostomus chaseni) és una espècie d'ocell de la família dels podàrgids (Podargidae) que habita la selva humida de l'illa Banggi (al nord de Borneo) i Palawan (Filipines).